# Dosrius
Dosrius (spanska: Dosríus) är en ort och kommun i provinsen Barcelona i den autonoma regionen Katalonien i nordöstra Spanien. Orten ligger cirka 30 kilometer nordost om Barcelona. Kommunen har 6 142 invånare (2024), på en yta av 40,75 km².